# كارل هولمزتروم
كارل هولمزتروم (بالسويدية: Karl Holmström)‏ هو متزلج قفز سويدي، ولد في 22 مارس 1925 في Bjurholm ‏ في السويد، وتوفي في 2 يونيو 1974 في Jukkasjärvi ‏ في السويد.

## وصلات خارجية
- كارل هولمستروم على موقع الاتحاد الدولي للتزلج (القفز التزلجي) (الإنجليزية)
- كارل هولمستروم على موقع أوليمبيديا (الإنجليزية)
- كارل هولمستروم على موقع اللجنة الأولمبية السويدية (السويدية)